# Anydrophila intermixta
Anydrophila intermixta là một loài bướm đêm trong họ Noctuidae.